# Trzęsienie ziemi w Kirgistanie (2008)
Trzęsienie ziemi w Kirgistanie (2008) – trzęsienie ziemi o magnitudzie 6,6 w skali Richtera, którego epicentrum znajdowało się niedaleko wsi Nura w Kirgistanie. Główny wstrząs nastąpił 5 października o 21:52 czasu lokalnego (15:52 UTC). Zarejestrowano dwa wstrząsy wtórne, jeden o sile 5,7 w Sinciangu i drugi o sile 5,1 w Kirgistanie. 13 października nastąpiły kolejne wstrząsy wtórne o magnitudzie powyżej 5 stopni, dwa w Kirgistanie i jeden w Sinciangu. 6 października miało miejsce niezwiązane z tym trzęsienie ziemi w Tybecie. Zginęło w nim 10 osób.

## Straty

### Ofiary
W wyniku trzęsienia ziemi zginęło 75 osób, w tym 41 dzieci. Rannych zostało 150 osób, w tym 93 dzieci. Niektórzy z rannych zostali przetransportowani wojskowymi śmigłowcami do miasta Osz. Na terenie Chin i Tadżykistanu nie odnotowano poszkodowanych. Ministerstwo Sytuacji Nadzwyczajnych Kirgistanu w oświadczeniu podało, że w wiosce poza 1000 mieszkańców znajdowało się kolejne 1000 osób, w tym przedsiębiorcy, turyści i kierowcy, którzy przekroczyli chińską granicę.

### Straty materialne
Prawie wszystkie budynki w Nurze zostały zniszczone, przetrwały jedynie zbudowane niedługo przed trzęsieniem ziemi szkoła i przychodnia medyczna. Szef Instytutu Sejsmologicznego Kirgistanu, Kanatbek Abdrachmatow, winą za tak dużą skalę zniszczeń obarczył tandetne budownictwo. Rzecznik Ministerstwa Sytuacji Nadzwyczajnych, Abdusamat Pajazow, poinformował, że drżenia były odczuwalne w wielu miejscach w kraju.

## Pomoc międzynarodowa
7 października Rosja wysłała samolot ze wsparciem dla poszkodowanych w postaci namiotów i materiałów ratowniczych. Wysoki Komisarz Narodów Zjednoczonych do spraw Uchodźców przekazał ponad 400 materacy i koców ze swojego magazynu w Osz oraz zespół z „pilnie potrzebnym sprzętem komunikacyjnym”. OBWE przekazała 20 tysięcy USD na pomoc dla ofiar. Prezydent Uzbekistanu, Islom Karimov, zapodziewał przekazanie pomocy humanitarnej: 120 ton cementu, a także 60 ton mąki, tony oleju roślinnego, koców, dzianin, ubrań dziecięcych i innych towarów pierwszej potrzeby o wartości ponad 200 tysięcy USD.

## Następstwa
Prezydent Kirgistanu, Kurmanbek Bakijew, odwiedził miejsce tragedii 7 października. Tego samego dnia w kraju trwała żałoba narodowa. Rząd Kirgistanu przeznaczył 36 milionów somów na pomoc dla ofiar trzęsienia. Każdy ranny miał otrzymać 5 tysięcy somów, a każda rodzina, w której ktoś zginął, miała otrzymać 50 kilogramów mąki. Dodatkowo gubernator obwodu oszyńskiego zapowiedział przekazanie każdej poszkodowanej rodzinie 3 ton węgla. Ponad 200 osób zadeklarowało chęć powrotu do wsi Nura. Minister Sytuacji Nadzwyczajnych, Kamczybek Taszijew, zapowiedział rozpoczęcie odbudowy domów na wiosnę, a pełną odbudowę wioski na sierpień 2009 roku. Mieszkańcy otrzymali tymczasowo 100 namiotów 6-osobowych, żywność oraz ciepłe ubrania.